# Gisekia
Gisékia (рус. Гизекия) — род травянистых цветковых растений, входящий в монотипное семейство Gisekiaceae в порядке Гвоздичноцветные (Caryophyllales).

## Название
Род Gisekia был назван шведским натуралистом Карлом Линнеем (1707—1778) в честь своего друга и ученика, немецкого ботаника, профессора в Гамбурге Пауля Дитриха Гизеке (1741—1796). Первоначально Линней использовал название Gisechia, однако затем он изменил его.

## Ботаническое описание
Представители рода — однолетние или многолетние травянистые растения. Стебли прямостоячие, приподнимающиеся или ползучие, многочисленные. Листья суккулентные, цельные, обычно попарно противопоставленные, сидячие, реже черешковые, различных размеров.
Цветки обычно обоеполые, мелкие, собраны в пазухах листьев или на верхушках побегов в зонтиковидные или дихазиевые соцветия. Чашечка разделена на 5 свободных чашелистиков. Тычинки в количестве от 5 до 15, с утолщающимися книзу нитями и белыми пыльниками. Пестик с коротким столбиком и нижней завязью.
Плоды — тонкостенные семянки. Семена почти округлые, чёрного цвета.

## Ареал
Виды Gisekia в природе произрастают преимущественно в Африке, лишь один вид (G. pharnaceoides) известен в Азии. Завезена на другие континенты, где является сорным растением.

## Таксономия
Род Gisekia в системе APG, а также в системах классификации Кронквиста и Стивенса отнесён в семейство Лаконосовые. Система Дальгрена включает его в семейство Аизовые. Системы APG II и APG III, а также классификация Тахтаджяна выделяют его в монотипное семейство Gisekiaceae. Род не обладает уникальными признаками, однако комбинация имеющихся признаков не позволяет отнести его ни к одному другому семейству гвоздичноцветных.
|  |                                      |  |                                                         |                          |                       |  | ещё 33 семейства (согласно Системе APG III) |             |  |         |
|  |                                      |  |                                                         |                          |                       |  |                                             |             |  |         |
|  |                                      |  |                                                         | порядок Гвоздичноцветные |                       |  |                                             |             |  |         |
|  |                                      |  |                                                         |                          |                       |  |                                             |             |  | 7 видов |
|  | отдел Цветковые, или Покрытосеменные |  |                                                         |                          | семейство Gisekiaceae |  |                                             | род Gisekia |  |         |
|  | отдел Цветковые, или Покрытосеменные |  |                                                         |                          |                       |  |                                             | род Gisekia |  |         |
|  |                                      |  | ещё 58 порядков цветковых растений (по Системе APG III) |                          |                       |  |                                             |             |  |         |
|  |                                      |  |                                                         |                          |                       |  |                                             |             |  |         |

### Синонимы
Семейства:
- Gisekieae Endl., 1840

Рода:
- Miltus Lour., 1790

### Виды
- Gisekia africana (Lour.) Kuntze, 1898
- Gisekia diffusa M.G.Gilbert, 1993
- Gisekia haudica M.G.Gilbert, 1993
- Gisekia paniculata Hauman, 1949
- Gisekia pharnaceoides L., 1771
- Gisekia polylopha M.G.Gilbert, 1993
- Gisekia scabridula M.G.Gilbert, 1993